# Виборчий округ 213
Виборчий округ 213 — виборчий округ в місті Києві. В сучасному вигляді був утворений 28 квітня 2012 постановою ЦВК №82 (до цього моменту існувала інша система виборчих округів). Окружна виборча комісія цього округу розташовується в будівлі Деснянської районної в місті Києві державної адміністрації за адресою м. Київ, просп. Червоної Калини, 29.
До складу округу входить частина Деснянського району (територія на північний захід від проспекту Червоної Калини, вулиці Сержа Лифаря і вулиці Пухівської). Виборчий округ 213 межує з округом 96 на північному заході, з округом 97 на півночі, з округом 215 на сході і на півдні та з округом 217 на заході. Виборчий округ №213 складається з виборчих дільниць під номерами 800215-800227, 800236-800243, 800254-800270, 800273-800304, 801068-801071, 801079-801080, 801088-801090 та 801104.

## Народні депутати від округу
| Ім'я                                | Фото | Партія         | Скликання | Дата набуття повноважень | Дата припинення повноважень |
| ----------------------------------- | ---- | -------------- | --------- | ------------------------ | --------------------------- |
| Яворівський Володимир Олександрович |      | Батьківщина    | 7-ме      | 12 грудня 2012           | 27 листопада 2014           |
| Береза Борислав Юхимович            |      | самовисуванець | 8-ме      | 27 листопада 2014        | 29 серпня 2019              |
| Дубнов Артем Васильович             |      | Слуга народу   | 9-те      | 29 серпня 2019           |                             |

## Результати виборів

### Парламентські

#### 2019
Кандидати-мажоритарники:
- Дубнов Артем Васильович (Слуга народу)
- Старостенко Ганна Вікторівна (Європейська Солідарність)
- Береза Борислав Юхимович (самовисування)
- Биструшкін Ярослав Олександрович (Батьківщина)
- Мотуз Вадим Валерійович (Опозиційна платформа — За життя)
- Колесник Данило Сергійович (самовисування)
- Онуфрійчук Вадим Михайлович (самовисування)
- Сухарський Олександр Вікторович (самовисування)
- Степаненко Віктор Валерійович (самовисування)
- Лоєнко Олександр Володимирович (Громадянська позиція)
- Багіров Артем Григорович (Опозиційний блок)
- Гревцова Радмила Юріївна (самовисування)
- Кириленко Сергій Миколайович (самовисування)
- Стефурак Олена Едуардівна (Сила людей)
- Троценко Сергій Миколайович (Патріот)
- Чубатенко Олександр Миколайович (самовисування)
- Бардаш Олександр Вікторович (самовисування)
- Волошко Олена Володимирівна (самовисування)
- Вороненко Вікторія Сергіївна (самовисування)
- Саргсян Аршак Ашотович (самовисування)
- Примачок Микола Миколайович (самовисування)
- Корнєєва Валерія Юріївна (самовисування)
- Карпич Ростислав Романович (самовисування)
- Прокопенко Володимир Валерійович (самовисування)
- Краснєвський Віталій Борисович (самовисування)
- Осарчук Дмитро Вікторович (самовисування)
- Черній Юрій Борисович (самовисування)
- Крезуб Максим Олексійович (самовисування)
- Коморний Дмитро Дмитрович (самовисування)
- Рачковський Роман Олександрович (самовисування)

#### 2014
Кандидати-мажоритарники:
- Береза Борислав Юхимович (самовисування)
- Карпенко Анатолій Якович (Блок Петра Порошенка)
- Іщенко Михайло Володимирович (Народний фронт)
- Яворівський Володимир Олександрович (Батьківщина)
- Биструшкін Ярослав Олександрович (Радикальна партія)
- Лебідєва Лариса Миколаївна (Сильна Україна)
- Перегуда Вадим Едуардович (Опозиційний блок)
- Андреєв Юрій Іванович (Воля)
- Вейдер Дарт Васильович (самовисування)
- Климашенко Костянтин Генріхович (самовисування)
- Тебенко Юрій Михайлович (самовисування)
- Вергун Владислав Валерійович (Ліберальна партія України)
- Махлай Анатолій Федорович (самовисування)

#### 2012
Кандидати-мажоритарники:
- Яворівський Володимир Олександрович (Батьківщина)
- Ліщенко Олександр Васильович (самовисування)
- Сокур Валентина Дмитрівна (УДАР)
- Борисов Валерій Дмитрович (Партія регіонів)
- Биструшкін Ярослав Олександрович (самовисування)
- Харчук Володимир Владиславович (Комуністична партія України)
- Соколовський Валентин Іванович (самовисування)
- Безпалюк Віталій Анатолійович (самовисування)
- Ощановський Мар'ян Іванович (Радикальна партія)
- Власенко Юрій Дмитрович (самовисування)
- Кобєлєв Володимир Іванович (Україна — Вперед!)
- Кузьмінський Віктор Іванович (самовисування)
- Самохін Олексій Юрійович (самовисування)
- Булавінцев Володимир Федорович (Вітчизна)

## Явка
Явка виборців на окрузі: